# 都民のハートに火をつける会
都民のハートに火をつける会（とみんのはーとにひをつけるかい）は、2007年（平成19年）度の東京都知事選で浅野史郎を勝手連として支援した団体である。

## 概要
旧称は「浅野史郎さんのハートに火をつける会」であり、民主党からの出馬要請を固辞していた浅野に翻意を促すため結成された団体であった。2月16日に東京都で「浅野さんラブコールの市民集会」を開催した時点での呼びかけ人は五十嵐敬喜（法政大学教授・菅直人民主党代表代行のブレーンでもある）、小川明雄（元朝日新聞論説委員）、横田克巳（NPO代表）、上原公子（国立市長）、天野礼子（アウトドアライター）、渡辺光子（元宮城県環境生活部次長）、細川佳代子（細川護熙元首相の夫人）、小枝すみ子（千代田区議）の8人。のちに梅原猛、なだいなだ、湯川れい子、川田龍平、是枝裕和らも呼びかけ人に加わっている。
浅野の正式な出馬表明後は、名称を現在のものに変更し、都知事選で浅野を支援する団体として活動した。選挙期間中は、同団体のブログも、公職選挙法適用対象となっているのでコメントの受付などは行われていなかった。
選挙中の浅野の主張も、この団体への配慮が強いものが多く、選挙結果に多大な影響をもたらした（浅野の"公式サイト"と本団体のサイトの記載内容から）。
但し、もともと新自由主義的政策を売りにしてきた「改革的保守派」知事であった浅野を、新保守主義的で同じく「保守系改革派」と呼ばれた石原慎太郎の対立候補として左派・市民派が積極的に支援するというねじれ状態は支持者の間でも混乱を生み、会員の辛淑玉らからも「政策では吉田万三の方が勝っているし、足立区政での実績もある。黒川紀章も人格的には悪くない人。浅野は『石原以外で1番票を取りそう』という以外魅力が無く、支持するのは心苦しい」と批判され、左右両派から支持を得るどころか板挟みに批判される形となり、結局大きな支持を得ることは出来なかった。

### 呼びかけ人・賛同人について
呼びかけ人・賛同人には「九条の会」や「『日の丸・君が代』不当解雇撤回を求める被解雇者の会」なども含まれており、このことから「単なる市民団体ではなく、いわゆるプロ市民の団体である」との認識が一部で示された。
- 五十嵐敬喜:浅野本人をどの程度知っているかという問いに対し、「何回か会ったことがある程度」と答える[2]。
- 天野礼子:五十嵐と共に長良川河口堰反対運動などに参加[3]。上記と同様の問いに「話したことはない」と答える[2]。
- 三井マリ子（評論家、フェミニスト）:東京都議会議員時代に、「公費によるミスコン」廃止などに参画・策定。直子の代筆を「女性差別」と訴えた経験がある。
- 熊谷伸一郎:中国帰還者連絡会発行『季刊 中帰連』編集長。

なお、賛同人の中に吉田康彦が名を連ねているとして批判的に報じられたが、吉田は「名前を勝手に使われた」との趣旨の反論を行っている。